# Еволуција болести
Еволуција болести, ток болести, декурзус, (лет. decursus morbi) је назив за развој, ток болести. Свака болест има свој почетак, ток и завршетак. Познавање и праћење еволуције-тока болести омогућава препознавање разних болести, а на основу препознавања може да се предвиди ток, крај и исход неке болести.

## Почетак болести
Болест може да настане нагло или постепено, само са општим зницима и симптомима, или са посебним (специфичним) знацима и симптомима код неких болесника и болести. Карактеристични знаци и симптоми код неких болесника не јављају се ни до завршетка болести и за такву болест кажемо да има некарактеристичну (атипичну) клиничку слику.
Код појединих болесника, ток болести може да буде неприметан (латентан, лат. latens-скривен, притајен), и да се знаци и симптоми не појаве до краја болести, или да се тек после извесног времена утврди да је болесник прележао одређену болест.
Ток болести најчешће је различит код разних болесника, и зато болест у току своје еволуције може имати лак, тежак или смртоносан облик.

### Ток болести
- Прва фаза, латентна-прикривена, асимптоматска фаза болести. Ова фаза се назива и инкубација (лат. incubatio). Она траје од момента уноса узрочника до момента појаве болести. У првој фази болест се не препознаје и не дијагностикује. Без обзира на одсуство симптома ову фазу карактерише присуство болести. Према дужини трајања, прва фаза, може бити краткотрајна или дуготрајна.
- Друга фаза, је продромална (грч. prodromus-предзнак) фаза болести, у којој се испољавају општи симптоми (малаксалост, главобоља, повишена температура итд.) У овој фази се уочава да је болесник оболео, али се не може препознати врста болести.
- Трећа фаза, је манифестна фаза болести (лат. manifestatio - појава, знак). Ову фазу карактерише појава специфичних знакова и симптома болести.
- Четврта фаза, је терминална (лат. terminalis-завршетак, крајњи) фаза болести. То је период са којим се завршава болест, без обзира на њен коначни исход.

## Дужина трајања и исход болести
Према дужини трајања болести се дела на акутне, субакутне и хроничне.

#### Акутна болест
Обично почиње нагло и завршава се оздрављењем, али код неких болесника може прећи и у хронични облик болести који може трајати и до краја живота. Акутно облик болести у просеку траје до шест недеља. Акутни фаза може прећи у субакутни или хронични фазу болести, и назива се и егзацербација болести (лат. egsacerbatio-погоршање).

#### Субакутна болест
Овај облик болести траје до 6 месеци

#### Хронична болест
Овај облик болести почиње постепено и траје више месеци а код неких болесника и доживотно. У овој фази може настати и појава привидног излечења (ремисија болести (лат. remissio-потискивање). Поновно испољавање болести после привидног излечења (ремисије) назива се рецидив или повратак (лат. recidivum-повратак)

#### Погоршање болести
Нека болест пре коначног излечења може испољити знаке и симптоме погоршања, и то су најчешће нове болести. Погоршања болести се називају и компликације болести (лат. complicatio - појава друге болести у току постојеће болести). Погоршање болести отежава даљи ток лечења и исход болести и веома често су фаталне (смртне).

#### Завршетак болести
Болест се може различито завршити; потпуним оздрављењем, инвалидитетом и смртним исходом.